# 국제전산생물학회
국제전산생물학회는 세계 최대의 생정보학(bioinformatics) 학회이다. 2009년 현재 회원수가 2500 여명이다. 해마다 ISMB학회를 개최한다.
옥스포드대학교에서 출판하는 "생정보학"(Bioinformatics)지등 몇 개의 공식적인 생정보학분야 저널을 지원한다.

## 같이 보기
- 유전체학